# Alec Berg
Alec Berg é um escritor e roteirista de comédia, conhecido pela criação do roteiro da série Barry. Como reconhecimento, foi indicado ao Primetime Emmy Awards 2019.